# Oudeschoot
Oudeschoot (Fries: Aldskoat, plaatselijk kortweg aangeduid als Skoat) is een dorp in de gemeente Heerenveen, in de Nederlandse provincie Friesland.
Het dorp ligt ten zuiden van de plaatsen Heerenveen en Oranjewoud en even ten oosten van Nieuweschoot. De aangrenzende buurtschap Anneburen valt formeel onder het dorp. Aan de oostzijde ligt het gebied Het Oranjewoud.

## Geschiedenis
De oude benaming voor de plaats is Scoete of Scote. Vanaf 1408 spreekt men van Old Schooten, wat later Oudeschoot is geworden. De benaming verwijst naar 'schoot', dat wil zeggen een vooruitschietend stuk land. Vanaf de Middeleeuwen was het dorp het centrum van Schoterland, hoewel het gemeentehuis van Schoterland zich tot aan de opheffing van die gemeente (1934) in Oenemastate (Heerenveen) bevond. Tot ongeveer 1750 werd er ook recht gesproken in het dorp en zetelde de grietenijraad er.
Rond 1300 werd er klooster met een hospitaalfunctie van de Duitse Orde gesticht, kort na de reformatie van 1580 werd dit klooster vervangen door een schans om de oversteekplaats van de Tjonger te beschermen tegen de Spanjaarden. Opvallend detail is dat Heerenveen toen nog Schoteruiterburen genoemd werd, wat duidelijk aangeeft hoe belangrijk Oudeschoot toen was. De naam van het ziekenhuis van Heerenveen, De Tjongerschans, herinnert nog aan deze verdwenen versterking.

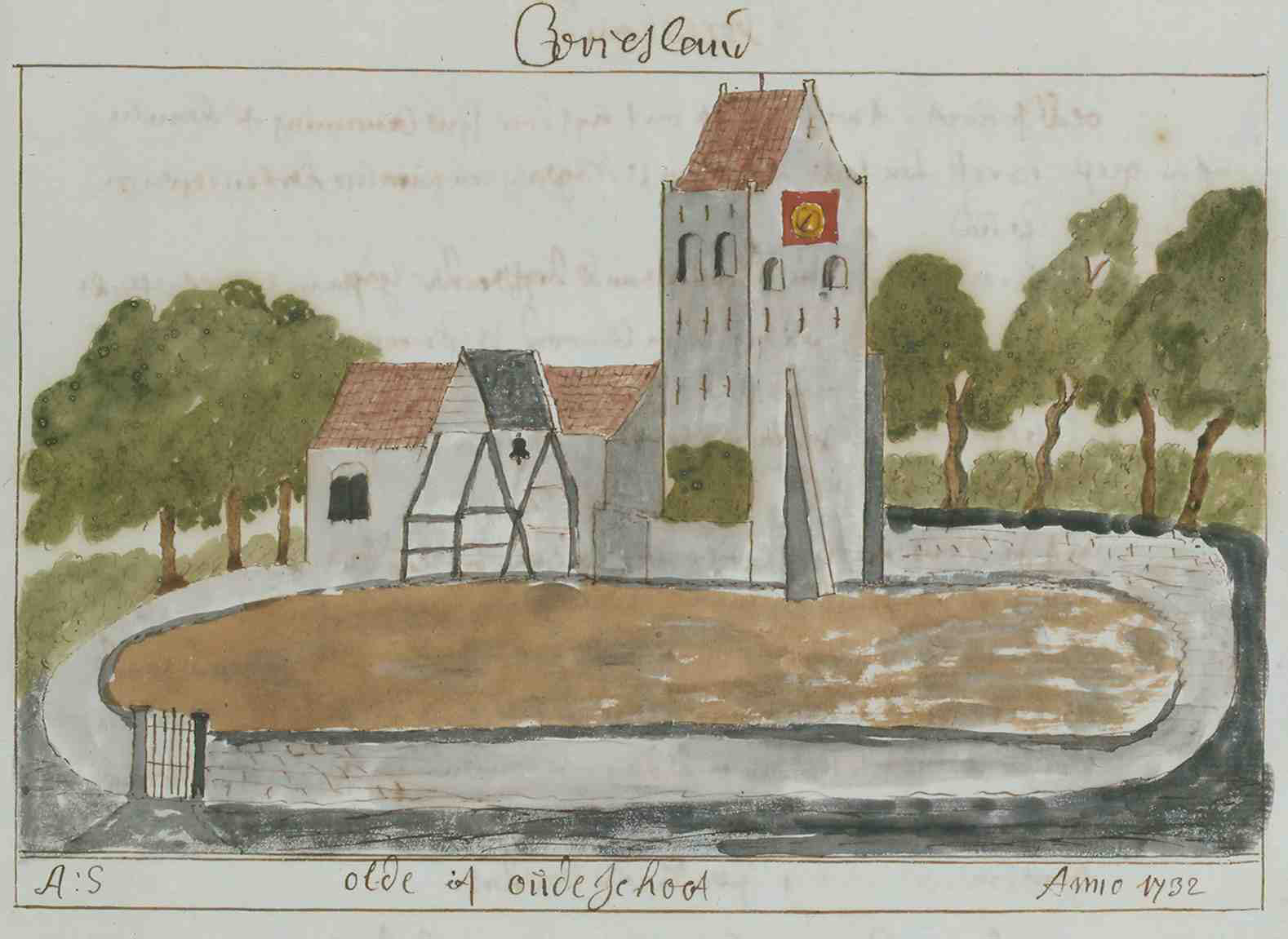
Oudeschoot, Atlas Schoemaker: Friesland, 1710-1735

De kern van het oude dorp wordt gevormd door het kruispunt van de noord-zuidas (Marktweg en Wolvegasterweg) en de oost-westas, welke laatste bestaat uit de in het westelijk gedeelte van het dorp beginnende Kolfbaan en de Schoterlandseweg.  Aan de zuidkant van de Kolfbaan bevond zich een kolfbaan. Deze werd omstreeks 1960 bebouwd met rijtjeswoningen.
In de jaren 1950 kwam er tussen Oudeschoot en Nieuweschoot een industrieterrein. In diezelfde periode werd Rijksweg 32 aangelegd die het dorp even ten oosten van de Nederlands-hervormde kerk doorsneed. In 1965 ging de oude dorpskern onderdeel uitmaken van de hoofdplaats Heerenveen. De bewoners waren daar niet gelukkig mee, hetgeen nog in 1996 bleek toen er een grote actie was om de situatie van voor 1965 te herstellen. In 2003 kreeg Heerenveen-Zuid, zoals het ingelijfde werd genoemd, de naam Oudeschoot terug.
Tussen 1868 en 1938 was station Oudeschoot gevestigd aan de spoorlijn Arnhem - Leeuwarden. Het voormalige stationsgebouw werd in 1970 afgebroken.
Aan de Van Leeuwenhoekweg staat De Schoterschans, school voor basisonderwijs.
Jaarlijks wordt op tweede pinksterdag de Skoattermerke gehouden. Dit was oorspronkelijk een veemarkt. Er is dan ook Pinksterkermis in Heerenveen.

## Kerken

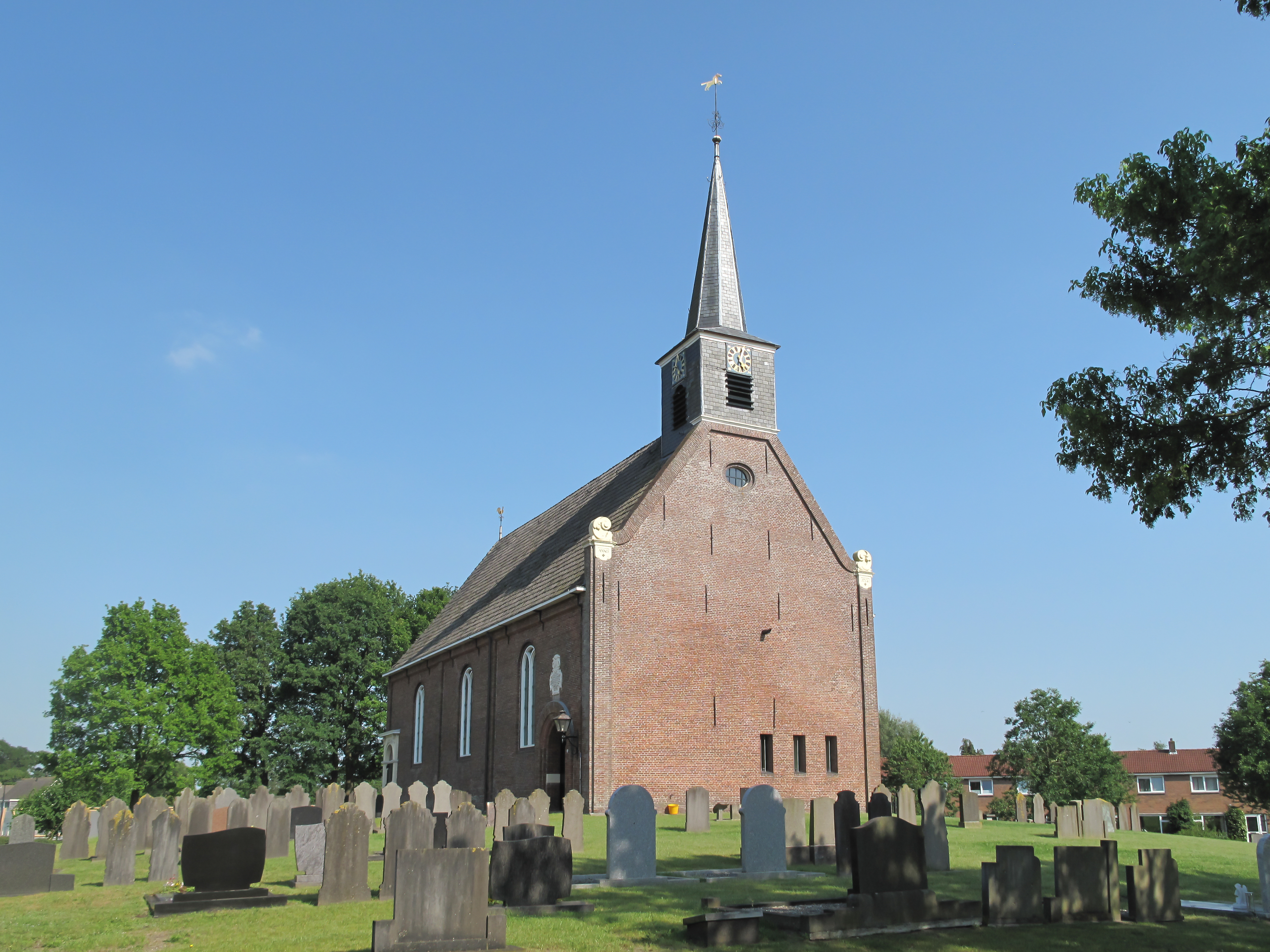
Skoattertsjerke
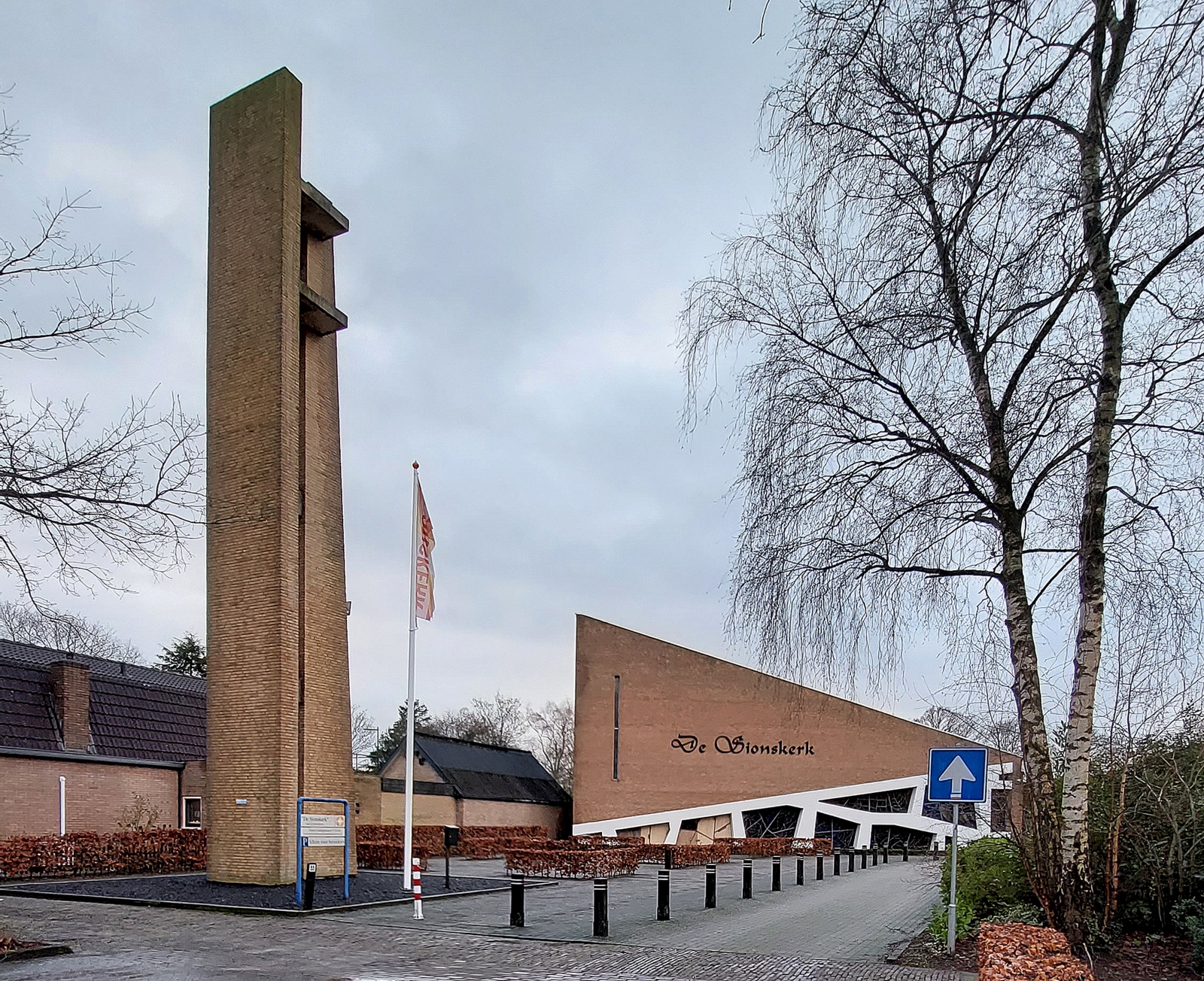
Sionskerk

## Openbaar vervoer
Buslijnen van vervoerder Qbuzz:
- Lijn 15: Heerenveen - Oudeschoot - Mildam - Katlijk - Nieuwehorne - Oudehorne - Schurega - Jubbega - Hoornsterzwaag - Donkerbroek - Oosterwolde
- Lijn 17: Heerenveen - Oudeschoot - Wolvega - De Blesse - Steggerda - Vinkega - Noordwolde

## Geboren
- Jacob Hepkema (1845–1919), journalist en uitgever
- Klaas Runia (1926-2006), theoloog, predikant en journalist
- Sven Kramer (1986), schaatser